# Henda Ayari
Pour les articles homonymes, voir Ayari.
Henda El Ayari, dite Henda Ayari, née le 4 décembre 1976 à Rouen, est une militante française du féminisme et de la laïcité.
Ancienne pratiquante musulmane salafiste, elle fonde en 2015 l’association Libératrices qui aide à la défense des femmes et à la prévention contre la radicalisation islamiste. L'année suivante paraît son ouvrage J'ai choisi d'être libre, chez Flammarion, consacré à son parcours et à son engagement. En 2018, elle publie Plus jamais voilée, plus jamais violée aux éditions de l'Observatoire.
En janvier 2020, la fondation Henda Ayari est créée aux États-Unis, afin de lutter contre la radicalisation islamiste, soutenir les victimes de l'islamisme, et aider à la réinsertion des femmes ayant quitté le salafisme[réf. souhaitée].
En octobre 2017, elle porte plainte contre Tariq Ramadan pour « des faits de viol, d'agressions sexuelles, violences volontaires commis dans la nuit du 6 mai 2012 à l'hôtel Crowne Plaza à Paris », harcèlement et intimidation. Sa plainte est suivie par d'autres accusations, ce qui marque le début de l'affaire Tariq Ramadan.

## Biographie

### Enfance
Henda Ayari naît le 4 décembre 1976 à Rouen d'un père algérien et d'une mère tunisienne, tous les deux de religion musulmane mais sans être particulièrement pratiquants. Sa mère est violente et son père l'abandonne dans son enfance.

### Mariage et salafisme
Après le divorce de ses parents, en quête de spiritualité, elle commence à porter le voile à l'âge de 21 ans lors de son mariage avec un homme tunisien habitant Lyon, adepte des valeurs salafistes,. L'une des premières choses que fait son mari, est de lui acheter un jilbab, qui couvre une femme de la tête aux pieds, et un niqab, le voile qui cache tout sauf les yeux. Pour lui, le niqab représente le summum de la religiosité, l'habit féminin qui plait le plus à Allah. 
Elle abandonne ses études en faculté de psychologie de Rouen, adopte un mode de vie familial dans la ville de Roanne et inculque à ses trois enfants une éducation selon des principes rigoristes du salafisme. Henda Ayari vit 10 années « voilée de la tête aux pieds, sous l'autorité absolue d'un mari de plus en plus violent ». Selon The New York Times, la famille survit durant ces années grâce aux différentes aides du gouvernement, alors que son mari préfère passer son temps avec des connaissances salafistes à la mosquée. Elle l'incite à chercher du travail, sans succès, ce dernier se plaignant que le racisme et la discrimination en France ne lui permettent pas de trouver d'emploi.
Elle finit par refuser le mode de vie salafiste, s'enfuit avec ses enfants, obtient le divorce et renoue peu à peu avec son indépendance. Elle souffre alors d'une dépression nerveuse et perd la garde de ses enfants durant deux ans. Elle vit alors de « petits boulots », des emplois intérimaires peu rémunérés. Puis elle suit une formation pour devenir greffière au ministère de la Justice et crée une entreprise de vente de confiseries. C'est durant cette même période qu'elle entre en contact avec Tariq Ramadan à qui elle accorde une grande confiance, le considérant comme « un savant, un saint, une personne respectable ». Elle suit son enseignement par internet pour son combat contre l'idéologie dans laquelle elle était endoctrinée avant de le rencontrer à Paris, où il tient une conférence. Plusieurs années plus tard, elle sort du silence et l'accuse de l'avoir violée, initiant l'affaire Tariq Ramadan,. Pendant cette affaire judiciaire, lors des auditions de ses proches, il apparaît qu'Ayari a des relations difficiles avec eux, notamment avec son fils aîné, qui l'aurait menacé de mort lorsqu'il avait 17-18 ans,.

### Début du militantisme
En novembre 2015, elle a un déclic lors des attentats de Paris : « Je pleurais pour ces morts, j'étais très choquée. Je prenais conscience des dangers du salafisme, et je voulais montrer que j'en étais sortie, après avoir été l'ombre de moi-même. » Elle crée la polémique sur les réseaux sociaux en décembre 2015 en postant sur Facebook deux photos dont l'une la montre voilée et l'autre habillée sans voile, en tailleur élégant, ce qui symbolise « [s]on émancipation ». Sa photo sans voile est dénoncée à Facebook par ses détracteurs pour « nudité ». Elle affirme : « Je n'ai rien contre les femmes qui portent le voile mais je refuse que certaines se permettent de vouloir l'imposer aux autres, je ne dis pas aux femmes de retirer leur voile, contrairement à ce que disent certains esprits fermés, je conseille simplement aux femmes de vivre comme elles le souhaitent avec ou sans voile ça ne regarde qu'elles. » Elle reçoit des encouragements, mais aussi des menaces. 
Elle se présente toujours comme musulmane pratiquante et indique : « Il est important de dire à toutes les femmes qu'elles doivent parler, qu'elles ne doivent pas avoir peur, qu'elles ne sont pas des êtres inférieurs aux hommes, qu'elles sont égales aux hommes, qu'elles doivent se battre pour être respectées et qu'il n'est pas nécessaire de porter un voile pour être une bonne musulmane. » Ses partisans voient en elle le symbole d'une liberté retrouvée, ses détracteurs la qualifient de fausse musulmane.
En novembre 2016, elle témoigne sur son expérience de vie et sur les difficultés quotidiennes des femmes salafistes dans son ouvrage J'ai choisi d'être libre — écrit en collaboration avec la reporter Florence Bouquillat. Elle se considère comme rescapée d'une secte, comme si elle avait vécu coupée du monde. Elle témoigne de cette époque où elle n'avait pas le droit de regarder la télé, ni de lire des livres, et où elle vivait dans la peur du péché et la culpabilité.
Elle crée Libératrices, une association qui participe à la prévention de la radicalisation dans les lycées, et reçoit les demandes de femmes cherchant des conseils pour enlever le voile, .
En juillet 2017, elle écrit une lettre ouverte au président Emmanuel Macron, l'exhortant à créer des programmes pour aider les femmes prises au piège dans les mouvements islamistes radicaux. Elle précise qu'il en existe beaucoup.
En janvier 2020, la Fondation Henda Ayari est créée aux États-Unis[source insuffisante].

### Affaire Tariq Ramadan
Le texte peut changer fréquemment, n’est peut-être pas à jour et peut manquer de recul. 
Le titre et la description de l'acte concerné reposent sur la qualification juridique retenue lors de la rédaction de l'article et peuvent évoluer en même temps que celle-ci.
Le 20 octobre 2017, Henda Ayari porte plainte contre Tariq Ramadan pour « des faits de viol, d'agressions sexuelles, violences volontaires, harcèlement, intimidation »,. Tariq Ramadan conteste l'accusation et son avocat dépose, le 23 octobre, une « plainte pour dénonciation calomnieuse »,.
Le 24 octobre 2017, une nouvelle plainte, similaire à la première, est déposée par une deuxième femme,,. Cette affaire survient dans le sillage du scandale de l'affaire Weinstein, qui a été suivie en France par la campagne BalanceTonPorc sur Twitter, poussant les femmes victimes de harcèlement ou d'abus sexuel à se manifester.
En décembre 2017, The New York Times l'inclut dans une liste de 11 femmes exceptionnelles et l'interviewe en tant que participante remarquable à la campagne MeToo.
Le 31 janvier 2018, Tariq Ramadan est placé en garde à vue, mis en examen, puis placé en détention provisoire, après avoir été entendu par la police judiciaire de Paris. Par la suite, entre février et avril 2018, trois autres femmes – en France, aux États-Unis et en Suisse – portent plainte contre lui pour des faits de crimes et délits sexuels. Le 15 mai 2018, Henda Ayari est auditionnée par les juges pendant plusieurs heures.
Le 19 juillet 2018, les journaux Le Point et Le Monde révèlent que les enquêteurs ont établi qu'Ayari se trouvait au mariage de son demi-frère le 26 mai 2012, c’est-à-dire à la date où elle aurait été, selon ses accusations, violée par Tariq Ramadan,. Le journal Le Monde précise que Henda Ayari avait donné, au total, plusieurs dates, ne parvenant pas à se souvenir du moment exact du rendez-vous avec Tariq Ramadan.
Le 16 novembre 2018, Tariq Ramadan est remis en liberté sous conditions.
En mai 2022, Henda Ayari gagne un procès en diffamation contre Wilfried Paris, un de ses anciens avocats dans une affaire de licenciement. Déclaré coupable, ce dernier doit lui verser 7 000 euros de dommages et intérêts.
Le 7 mars 2024, le Parquet général de Paris requiert l'abandon des poursuites dans trois des quatre affaires de viol dont il est accusé (Henda El Ayari, Mounia Rabbouj et Nais Lorain). En juin 2024, la cour d'appel renvoie Tariq Ramadan devant la cour criminelle départementale pour des viols sur trois femmes, dont Henda Ayari, mais confirme la décision concernant les accusations de Mounia Rabbouj.

## Ouvrages
- J'ai choisi d'être libre : rescapée du salafisme en France  (en collaboration avec Florence Bouquillat), Paris, Flammarion, 2016, 224 p. (ISBN 978-2-08-138818-5)
- Plus jamais voilée, plus jamais violée : la 1re femme à avoir témoigné contre Tariq Ramadan, Éditions de l'Observatoire, 2018